# Arar (Arabia Saudita)
Arar es una localidad de Arabia Saudita, capital de la región Frontera del Norte.

## Demografía
Según estimación 2010 contaba con 166 512 habitantes.